# Rochuskapelle (Köln)

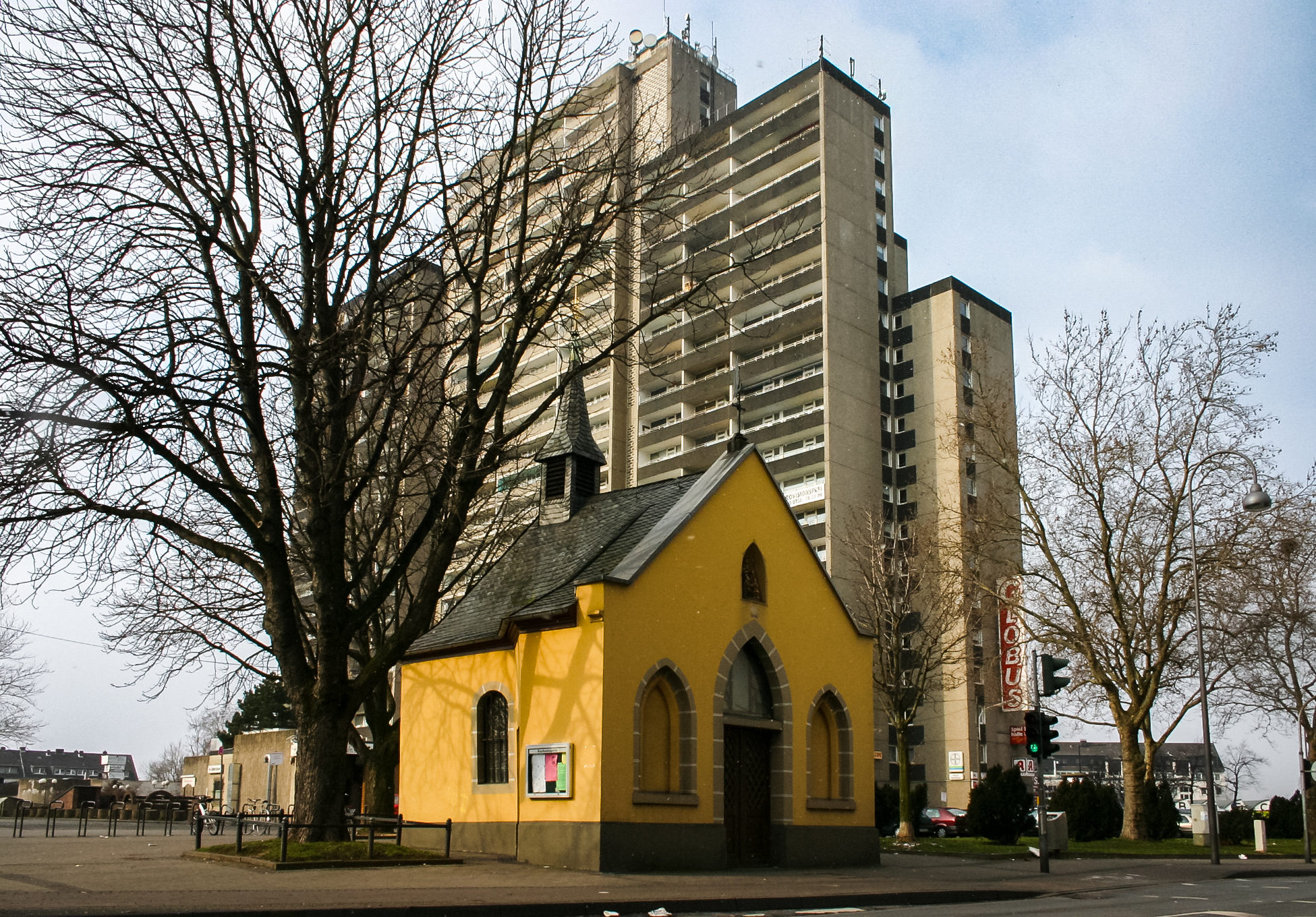
Rochuskapelle

Die Rochuskapelle ist der älteste Sakralbau in dem zum Stadtbezirk Ehrenfeld gehörigen Kölner Stadtteil Bickendorf.

## Geschichte

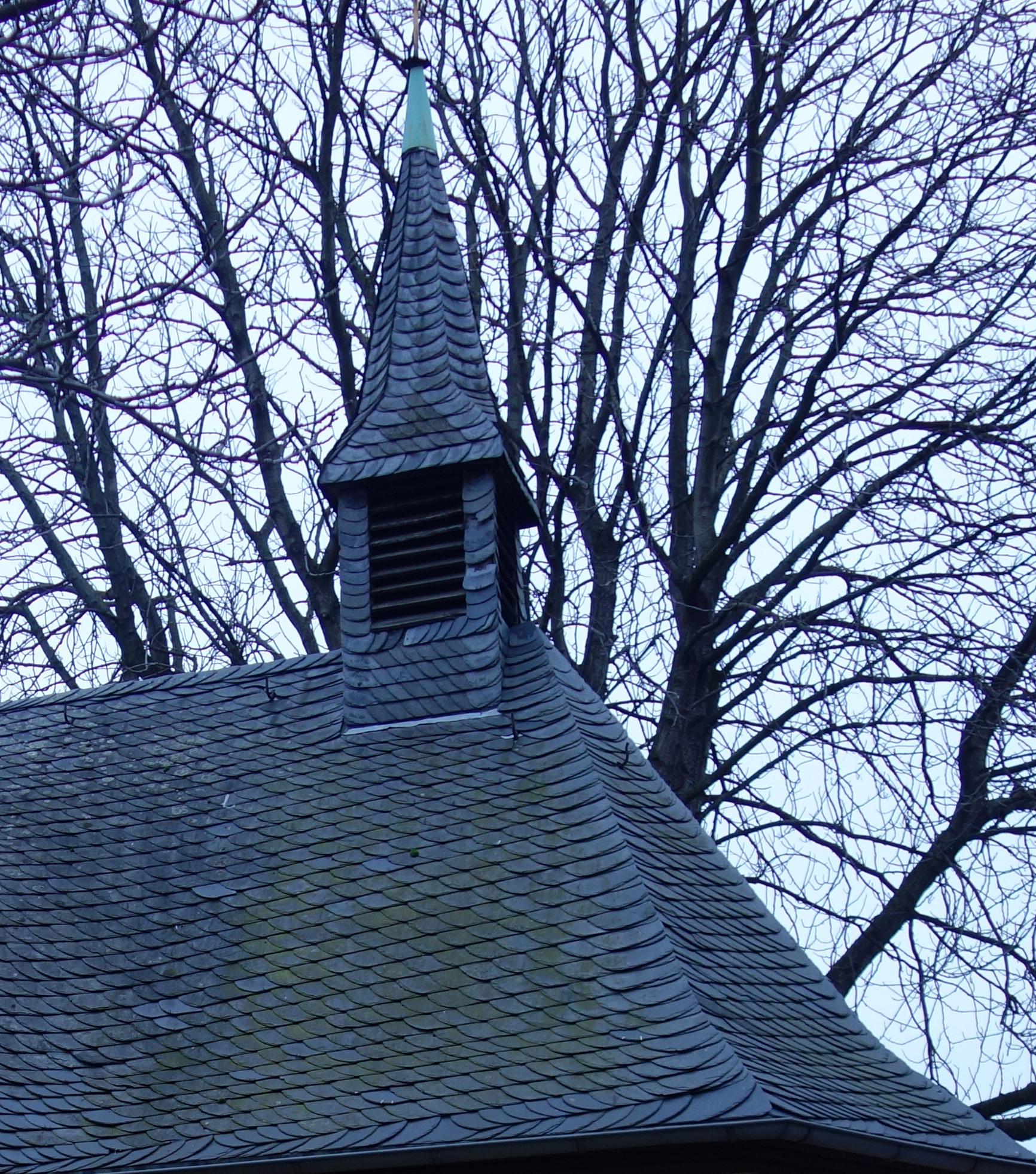
Dachreiter

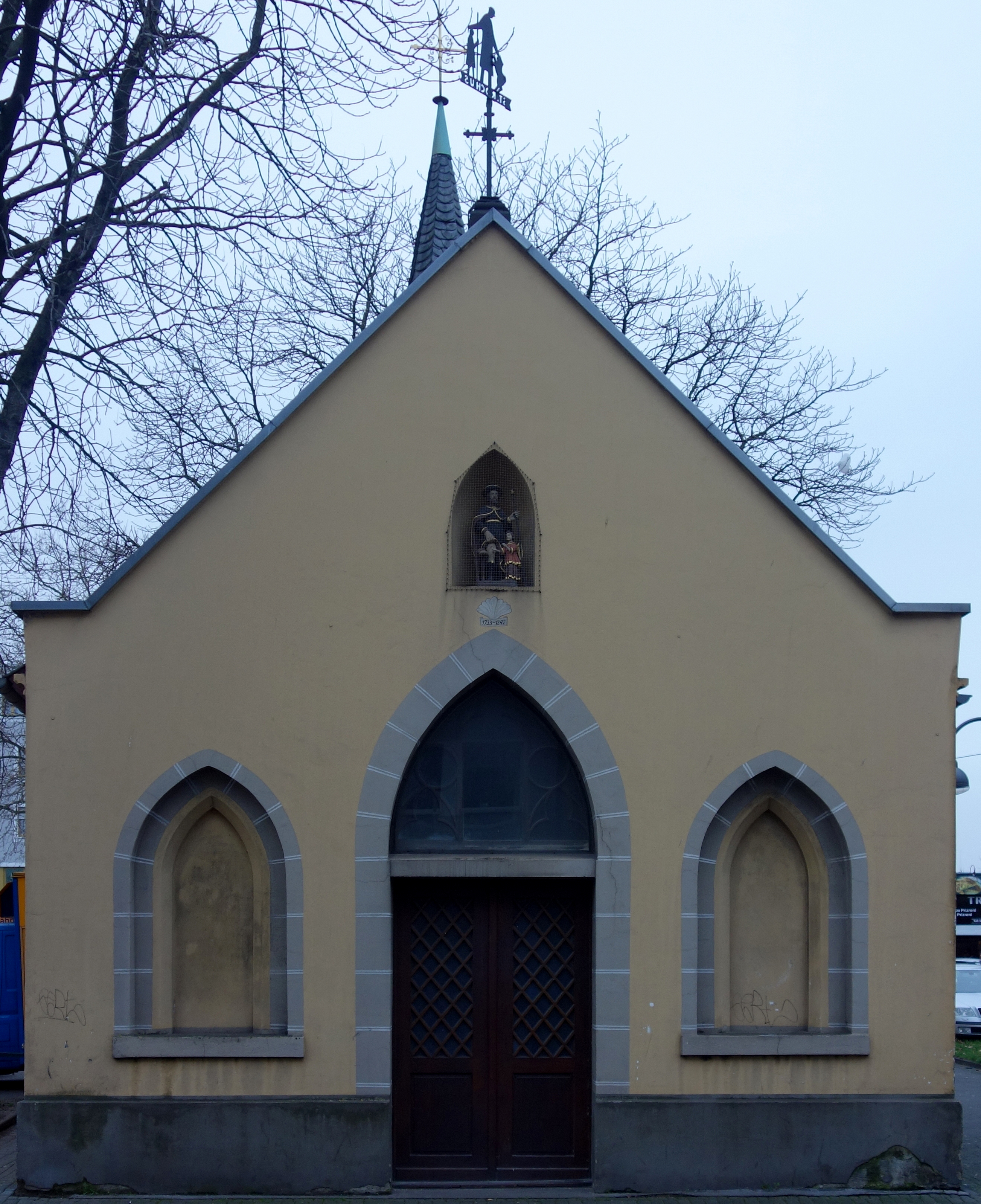
Giebel

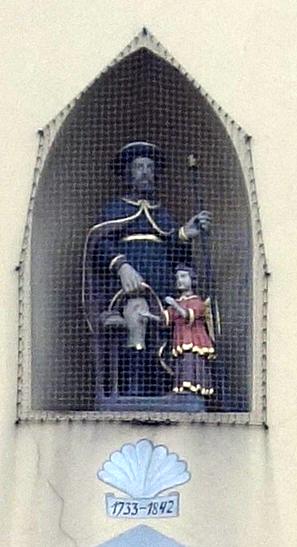
Giebelnische mit der Statue des heiligen Rochus

Die Rochuskapelle ist das älteste erhaltene Gebäude Bickendorfs und des gesamten Stadtbezirks Ehrenfeld. Sie gehörte zu dem 1940 abgerissenen Hof des Domherrn Heinrich von Mering, der sie 1666 nach einer großen Pest als Hofkapelle für die geistliche Versorgung der auf dem Hof arbeitenden Menschen errichtete und dem heiligen Rochus von Montpellier weihte. Dieser wurde als Schutzpatron gegen die Pest verehrt. Bis 1802 war die Rochuskapelle der Pfarrkirche St. Mechtern untergeordnet und reichte bis weit in den Bereich der heutigen Venloer Straße, die es damals noch nicht gab.
1733 erneuerte der Domherr Heinrich Friedrich von Mering, ein Neffe des Heinrich von Mering, die Kapelle wegen ihres schlechten baulichen Zustandes und ließ sie im Zuge dieser Maßnahme verkleinern, weil der Weg zwischen dem Hofgebäude und der Kapelle zu schmal war. Dabei wurde ein Teil des Langhauses abgerissen.
Nachdem Bickendorf 1802 eigene Pfarrrechte erhalten hatte, wurde die Rochuskapelle von 1836 bis 1847 als Pfarrkirche genutzt.
1842 explodierte ein Pulverfass auf einem Wagen neben der Kapelle. Durch diese Explosion wurde der Bau fast völlig zerstört, unter anderem riss sie ein großes Loch in die Giebelseite. Die Kapelle wurde ein weiteres Mal stark verkleinert. Diesmal verkürzte man sie um 2,50 Meter auf ihre heutigen Maße. Dabei erhielt sie eine neugotische Fassade mit mittigem Eingang und zwei spitzbogigen Blindfenstern. 1925 wurde sie restauriert.
Von der ursprünglichen Bausubstanz der Rochuskapelle sind heute nur noch der Chor und ein kleiner Teil des Langhauses erhalten.
Eine alte hölzerne Rochus-Statue befindet sich in einer Nische des Giebels, darunter die Inschrift 1733–1842.

## Denkmalschutz
Die Rochuskapelle wurde am 1. Juni 1982 unter der Nummer 1039 in die Liste der Baudenkmäler im Kölner Stadtteil Bickendorf eingetragen.